# Zofia Kaliszczuk
Zofia Kaliszczuk, z d. Kuśmierczyk (ur. 15 listopada 1942) – polska lekkoatletka specjalizująca się w biegu na 800 m, medalistka mistrzostw Polski, reprezentantka kraju.

## Kariera sportowa
Była zawodniczką Granatu Skarżysko-Kamienna, Gwardii Warszawa i Skry Warszawa.
Na mistrzostwach Polski seniorek wywalczyła dwa srebrne medale w sztafecie 4 x 400 m - w 1969 i 1971, najwyższe miejsce indywidualnie wywalczyła w 1966 - czwarte w biegu na 800 metrów.
W 1966 wystąpiła na mistrzostwach Europy, gdzie odpadła w eliminacjach biegu na 800 m, z czasem 2:10,3. W tym samym roku dwukrotnie reprezentowała Polskę w meczach międzypaństwowych.
Na początku lat 70. powróciła do nazwiska panieńskiego.
Rekordy życiowe:
- 400 m: 56,9 (1966)
- 800 m: 2:07,8 (1966)